# Marian Bilor
Marian Alfred Bilor (ur. 14 grudnia 1887 we Lwowie, zm. 13 czerwca 1951 w Rzeszowie) – polski piłkarz, założyciel i wieloletni zawodnik oraz prezes klubu Czarni Lwów, działacz i sędzia piłkarski, kapitan artylerii Wojska Polskiego.

## Życiorys
Był synem Tomasza i Zofii z domu Czaja. W 1908 zdał egzamin dojrzałości w C. K. IV Gimnazjum we Lwowie. Wiódł prym wśród najaktywniejszej młodzieży gimnazjalnej o zainteresowaniach sportowych we Lwowie. Był współzałożycielem i zawodnikiem klubu IV Gimnazjum, oraz przyczynił się do powstania lwowskiej Pogoni w 1907. Krótko po tym przeszedł  do Czarnych, gdzie służył swoim talentem i zaangażowaniem do ostatnich dni istnienia tego klubu, spowodowanym wybuchem II wojny światowej w 1939. Będąc jeszcze czynnym piłkarzem, został prezesem klubu w 1908, oraz zasiadał w zarządzie klubu przez szereg lat. W Czarnych  stał się jedną z najważniejszych postaci w dziejach klubu, zapisując piękną kartę w historii lwowskiej piłki. Był znakomitym sędzią ligowym, uzyskał plakietkę FIFA, jako jeden z pierwszych w Polsce.
Podczas I wojny światowej w C. K. Obronie Krajowej został mianowany na stopień podporucznika w rezerwie artylerii polowej z dniem 1 maja 1915 i był przydzielony do 43 pułku haubic polowych. Następnie został awansowany na porucznika artylerii w rezerwie z dniem 1 maja 1917 i był przydzielony do 143 pułku artylerii polowej.
Po zakończeniu wojny i odzyskaniu przez Polskę niepodległości został przyjęty do Wojska Polskiego. Został mianowany kapitanem ze starszeństwem z 1 lipca 1919 w korpusie oficerów artylerii. W styczniu 1925 został przydzielony z 6 Pułku Artylerii Polowej w Krakowie do Oddziału Ogólnego Dowództwa Okręgu Korpusu Nr VI we Lwowie na stanowisko referenta. Pełnił służbę w Powiatowej Komendzie Uzupełnień Lwów Powiat na stanowisku kierownika II referatu poborowego. W lipcu 1929 roku został przesunięty na stanowisko kierownika I referatu administracji rezerw. We wrześniu 1930 został przydzielony do Powiatowej Komendy Uzupełnień Czortków na stanowisko kierownika I administracji rezerw. Z dniem 31 grudnia 1933 został przeniesiony w stan spoczynku.

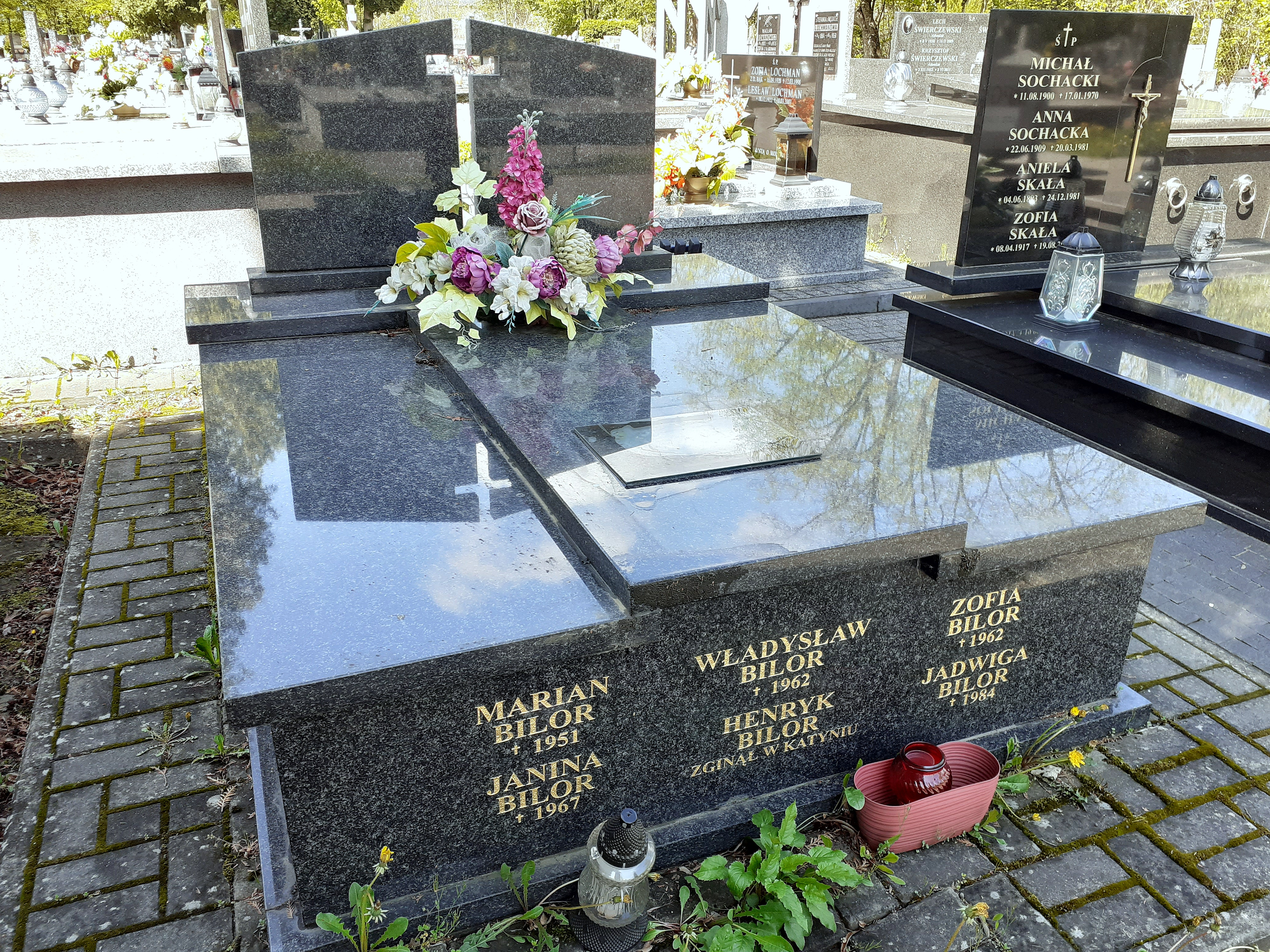
Grobowiec Bilorów

Był starszym bratem Henryka polskiego piłkarza, założyciela i wieloletniego zawodnika klubu Czarni Lwów, reprezentanta Lwowa i Galicji, trenera oraz działacza piłkarskiego. Ich siostrą była Zofia Bilor, najlepsza polska łyżwiarka figurowa okresu międzywojennego, występująca w konkurencji par sportowych wraz z partnerem Tadeuszem Kowalskim.
Został pochowany na Cmentarzu Pobitno w Rzeszowie.